# Brian McOmber
Brian McOmber je americký hudebník a hudební skladatel. Několik let působil jako bubeník ve skupině Dirty Projectors, s níž nahrál například alba Rise Above (2007) a Bitte Orca (2009). Ze skupiny odešel po nahrání alba Swing Lo Magellan. Po odchodu ze skupiny se věnoval převážně skládání filmové hudby. Roku 2015 složil hudbu k filmu Krisha, který byl uveden na Filmovém festivalu v Cannes. Roku 2012 hrál na albu Fragrant World kapely Yeasayer.